# Атанасов, Кирчо
Кирчо Георгиев Атанасов (25 июля 1945, Пловдив — 7 августа 2023) — болгарский математик, преподаватель и политик. Кавалер ордена «Стара Планина» 1 степени.
Родился 25 июля 1945 года в Пловдиве. Среднее образование получил в средней школе имени Васила Коларова в Пловдиве. С 1963 по 1967 год изучал математику в Пловдивском университете имени Паисия Хилендарского.
После прохождения военной службы в 1969 году стал учителем математики в пловдивской средней школе имени Димитра Благоева, затем в математической гимназии. Параллельно с преподавательской деятельностью в средних школах преподавал в Пловдивском университете.
В 1975 году стал директором Образцовой математической гимназии имени академика Кирила Попова и занимал эту должность в течение 35 лет, до 2010 года. В 2002 и 2004 годах удостоен почётного отличия имени Неофита Рильского от Министерства образования и науки. В 2004 году отмечен специальной наградой Профсоюза болгарских учителей как директор года.
В 1977—1988 член учёного совета Пловдивского университета. В 2009 году Атанасову было присвоено звание почётного доктора Пловдивского университета.
В разные годы занимал должности в Союзе математиков в Болгарии, Союзе работодателей в сфере образования Болгарии, редколлегии журнала Обучението по математика и информатика.
В 2005 году стал почётным гражданином Пловдива.
В 1984—1986 был членом Совета по высшему образованию Министерства народного просвещения. В период 2 сентября 2005 года по 27 июля 2009 года заместитель министра образования и науки. 
В период с декабря 2013 по август 2014 года — депутат (народный представитель) XLII Национального собрания.